# Manastirci
Manastirci (bułg. Манастирци) – wieś w Bułgarii, w obwodzie Razgrad, w gminie Łoznica. W 2023 roku liczyła 240 mieszkańców.